# Sitio de Granville
El sitio de Granville fue un enfrentamiento armado sucedido en 1793 durante el Giro de la Galerna.

## Antecedentes
El Ejército Católico y Real de la Vandea estaba acampado en Fougères cuando dos émigrés que habían desembarcado en Jersey, uno llamado Freslon de Saint-Aubin y Bertin trajo una carta oculta dentro de un palo hueco para el comandante, Henri de La Rochejaquelein. Según el texto, el ministro escocés Henry Dundas confirmó que el Reino Unido de Gran Bretaña e Irlanda estaba listo para apoyar a los monárquicos si estos tomaban algún puerto donde pudiera atracar la Royal Navy. Sin embargo, el otro émigré, Louis de La Haye-Saint-Hilaire, trae un mensaje del coronel de caballería y marqués de Dresnay, Guy-Ambroise. Avisa que los emigrados han organizado un ejército propio y que está listo para desembarcar en Jersey pero los ingleses no lo permiten porque exigen que antes se capture un puerto. Advierte que no se debe confiar en sus promesas.
Pero los vandeanos no ponían rechazar la ayuda inglesa. Primero marchan a Saint-Malo, pero la llega de dos oficiales al Consejo Vandeano cambió los planes. Eran Charles Bougon-Langrais, exprocurador sindical en Calvados, amigo del girondino Charlotte Corday y veterano de las insurrecciones federalistas que había sido tomado como un espía inicialmente pero el príncipe de Talmont le salvó la vida; y D'Obenheim, oficial federalista que había defendido Fougères contra los monárquicos, fue capturado y su antiguo amigo de la universidad, Gaspard de Bernard de Marigny, era garante de su nueva lealtad. 
El primero aconsejó a los monárquicos atacar Cherburgo, muelle fuertemente fortificado para un ataque por mar pero no para uno desde tierra; Talmont apoyo su propuesta. El segundo propuso Granville, localidad que conocía bien porque participó en la construcción de sus defensas; La Rochejacquelein le apoyó. Tras un largo debate se optó por el plan de Obenheim.

## Marcha
El 8 de noviembre, después de cuatro días de descanso, 30.000 soldados monárquicos tomaron rumbo a Granville, su moral era baja por alejarse de sus tierras. Dejaron a todos sus enfermos y heridos en Fougères. Jean-Nicolas Stofflet, quien no había aprobado el plan, liderada la vanguardia que iba hacia Rennes, donde entró sin oposición, como no le seguía el resto de las tropas y para evitar quedar aislado dio la vuelta y se reunió con la fuerza principal en Antrain.
Los vandeanos entraron en Dol el 10 de noviembre y en Pontorson al siguiente. Ahí se deja al general François Lyrot para proteger su retaguardia de las tropas republicanas que se concentraban en Rennes. El 13 de noviembre los vandeanos entraron en Avranches, donde dejaron a los no combatientes bajo la protección de Charles de Royrand, Jacques-Nicolas de Fleuriot de La Freulière y Rostaing.
Por su parte, el general Henri Forestier lanzpo una incursión con la caballería en Monte Saint-Michel. Tomó el lugar y liberó a trescientos sacerdotes encarcelados, pero por miedo a represalias sólo un quinto decidió acompañarlo.

## Batalla

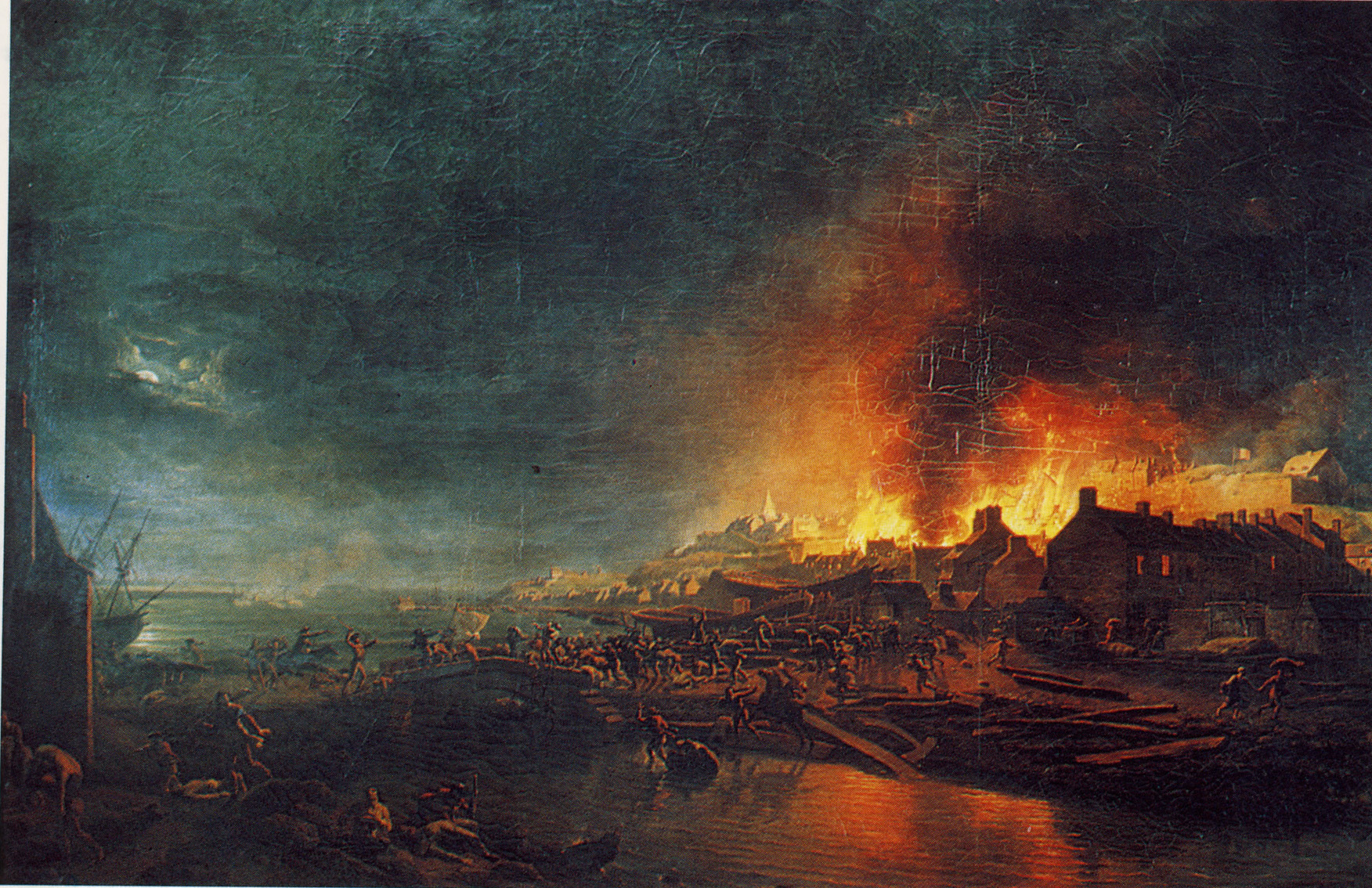
Incendio de Granville por los vandeanos, cuadro de Jean-François Hue (1800).

El 14 de noviembre 25.000 vandeanos estaban en las afueras de Granville. La urbe era defendida por 5.500 soldados liderados por los generales André Pacifique Peyre y François Vachot y el representante Jean-Baptiste Le Carpentier. Antes de la llegada de sus enemigos, Peyre organizó una salida pero al contemplar la fuerza opuesta se retiró a toda prisa dentro de la ciudad.
Los vandeanos enviaron a dos prisioneros republicanos para negociar pero tras una hora sin respuesta empezó el combate con las descargas de la artillería. La infantería vandeana avanzó por la calle Juifs hasta forzar a los republicanos a evacuar el barrio de Saint-Antoine. Los republicanos se refugiaron en el castillo, donde los vandeanos no pudieron penetrar y carecían de escaleras lo suficientemente largas como para subir sus muros. 
Al llegar la noche la batalla terminó y los monárquicos se atrincheraron en las casas de los suburbios. Los republicanos temían un ataque nocturno, así que Peyre y Le Carpentier ordenaron a una pequeña unidad aprovechar la oscuridad para incendiar las casas. El fuego se propagó rápidamente, ambos bandos se vieron afectados por el riesgo de ser quemados en sus posiciones. 
En la mañana del 15 de noviembre los vandeanos intentaron asaltar nuevamente el castillo. La Rochejacquelein aprovechó la marea baja para atacar con dos grupos las defensas, cuyos alrededores eran transitables. La fuerza más grande atacó de frente mientras la menor por la retaguardia, pero dos cañoneras obstaculizaron su paso por Saint-Malo. Esto no impidió que un pequeño grupo de chuanes a las órdenes de Aimé Picquet du Boisguy y Jean-Louis Treton lograran entrar en la fortaleza, fue entonces que un pequeño grupo de soldados vandeanos huyó, provocando pánico y las fuerzas se retiraron. 
Los monárquicos estaban furiosos con los británicos porque no aparecieron. Los creían en Jersey y se suponía que debieron oír la batalla, pero la flota inglesa, dirigida por Francis Rawdon-Hastings, no estaba informada de los movimientos de sus aliados y no intervino, de hecho, solo a fines de mes Rawdon-Hastings se enteró de la batalla.
Los vandeanos se sentían traicionados y se retiraron a Avranches, perseguidos por la caballería republicana, sufriendo cientos de bajas.

## Consecuencias
La Rochejaquelein no se daba por vencido. Al llegar a Avranches decidió ir sobre Cherburgo. Con una vanguardia de mil combatientes se hizo con Villedieu-les-Poêles, como los residentes les dispararon desde sus casas en ayuda de la guarnición republicana, los vandeanos se vengaron saqueando la localidad. El grueso de las fuerzas monárquicas siguió en Avranches, negándose a seguir al norte, por exhortación del abad Rabin se fueron al sur para volver a sus tierras. Su comandante debió retirarse y reunirse con sus fuerzas en Pontorson. 
Obenheim aprovechó el caos de la lucha para escapar de los monárquicos y huyó con los republicanos, al parecer, el fallido ataque se debía en buena medida a sus consejos. 